# Edat de consentiment sexual
L'edat de consentiment sexual és una figura recollida a diversos codis penals que indica l'edat mínima dels membres que participen en un intercanvi sexual: es considera que la relació és no consentida (i per tant un possible delicte) encara que hi hagi acord si les persones tenen menys d'aquesta edat, perquè no se'ls considera prou madurs com per prendre la decisió de consentir a tenir sexe avaluant-ne les conseqüències.
Hi ha països que no fixen aquesta edat mínima i altres que presenten discrepàncies en la seva legislació, com per exemple els casos de Paraguai o Xile, on l'edat per acceptar relacions homosexuals és major que la legislada per a relacions heterosexuals, o el cas d'Indonèsia, que diferencia entre dones i homes (les dones poden tenir relacions abans). D'altres territoris consideren el matrimoni una excepció d'aquesta edat i així poden practicar el coit parelles casades menors d'edat. Per acabar, en determinats indrets practicar el sexe fora del matrimoni és il·legal i, per tant, no recullen la figura de l'edat de consentiment, sinó que es lliga a l'edat mínima per al casament.
Els grups de reforma sovint introdueixen com a excepció que els membres de la parella siguin menors però d'edat similar i que acceptin la relació. La prostitució queda fora de l'edat de consentiment, essent als 18 l'edat mínima per exercir-la en aquells països on és legal.

## Edats recollides a la legislació
S'autoritza el coit a persones de més de 12 o 13 anys a: Angola, Níger, Senegal, Japó, Filipines, Corea del Sud, Mèxic (depenent dels estats), Argentina i Perú.
La parella ha de tenir més de 14 anys a: Madagascar, Sierra Leone, Bangladesh, Xina, Albània, Àustria, Bulgària, Estònia, Alemanya, Hongria, Itàlia, Portugal, Sèrbia, Brasil, Colòmbia, Paraguai (relacions heterosexuals) i Equador.
L'edat és a partir dels 15 a: Benín (dones), Mauritània, Kuwait (dones), Laos, Corea del Nord, Tailàndia, República Txeca, Dinamarca, França, Grècia, Islàndia, Polònia, Romania, Suècia, Costa Rica, Hondures i Uruguai.
Per consentir s'ha de tenir 16 anys a: Espanya, Algèria, Camerun, Cap Verd, Ghana, Kenya, Líbia, Moçambic, Sud-àfrica, Zàmbia, Afganistan, Brunei, Cambodja, Índia (a la majoria d'estats), Indonèsia, Israel, Mongòlia, Nepal, Rússia, Austràlia, Nova Zelanda, Bèlgica, Holanda, Anglaterra, Canadà, Estats Units (a la majoria d'estats) i Veneçuela.
L'edat mínima és els 18 anys a: Burundi, Congo, Djibouti, Egipte, Gàmbia, Ruanda, Uganda, Turquia, Malta, El Salvador, Guatemala, Nicaragua i Panamà.

## Crítiques
Les crítiques a l'establiment d'aquesta edat es poden agrupar en diversos grups. En un primer bloc es troben aquells que consideren que no hi hauria d'haver una edat mínima, bé perquè argumenten que cada persona té un ritme de maduració diferent (per exemple Bolívia fixa el consentiment a la pubertat, sense marcar dates), perquè creuen que l'Estat no ha d'intervenir en un afer privat o bé perquè volen legalitzar la pedofília, com el partit holandès Partij voor Naastenliefde, Vrijheid en Diversiteit (sense representació parlamentària), que ha inspirat altres moviments similars.
Altres grups se centren a canviar la legislació local per apujar o rebaixar l'edat, en el primer cas per prevenir l'abús infantil i en l'altre per respondre a la moral sexual dominant. També aposten per fixar una escala, de manera que es tingui en compte la diferència d'edat i no una xifra absoluta (la fórmula més emprada és que és adequada una relació on el membre més jove tingui la meitat més set dels anys del més gran).